# Pier Francesco Sacchi

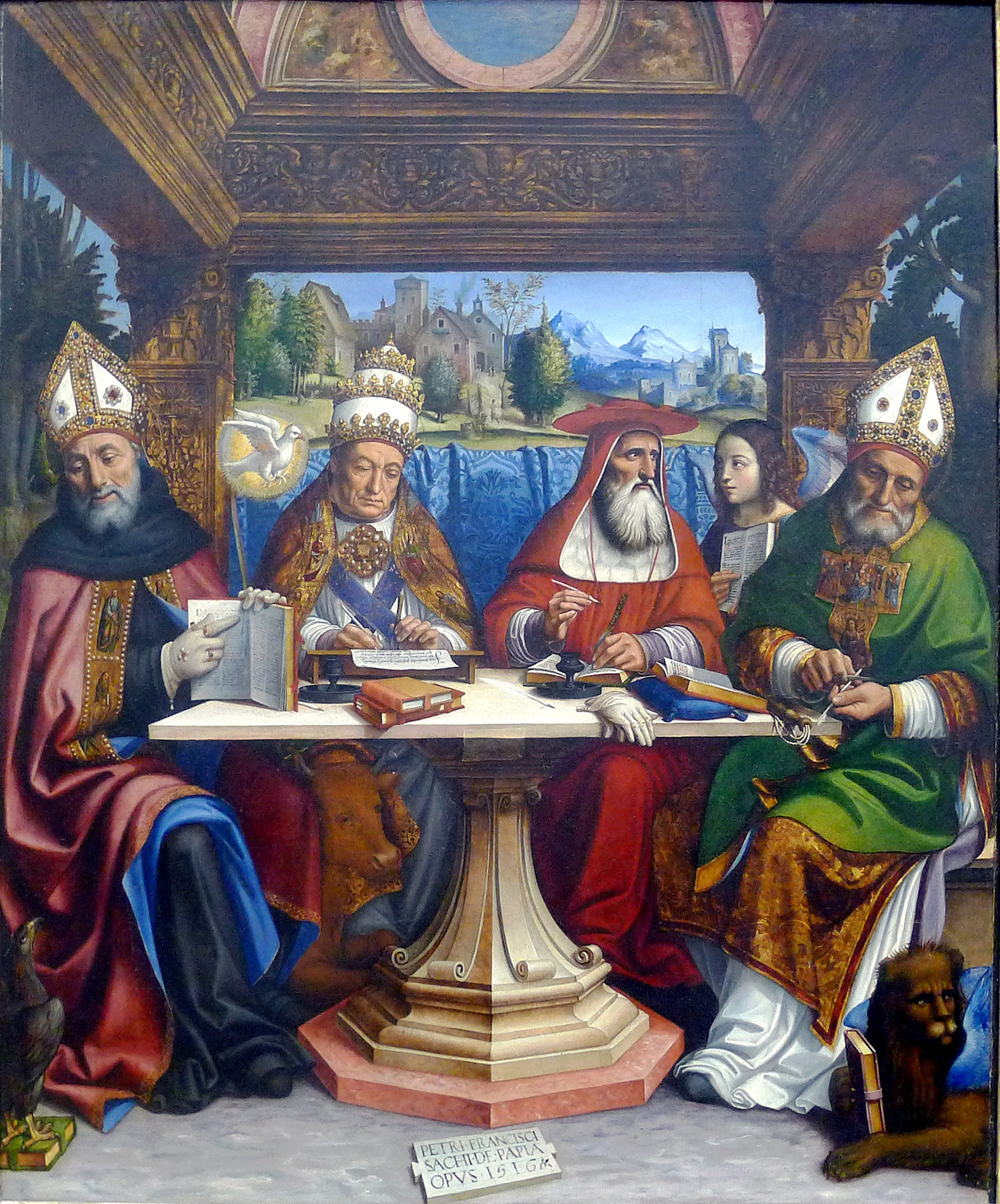
Quattro Dottori della Chiesa (Parigi, Musée du Louvre) 1516

Pier Francesco Sacchi, detto il Pavese (Pavia, 1485 – Genova, 1528), è stato un pittore italiano, di scuola tardo rinascimentale lombarda, attivo a Genova.

## Biografia
Pietro Francesco Sacchi nacque a Pavia nel 1485. Suo padre Giovanni Antonio era un sarto, e nel 1501 Pietro Francesco arrivò a Genova per svolgere il proprio apprendistato presso la bottega del pittore Pantaleone Berengario. È plausibile che il Sacchi avesse ricevuto le prime nozioni formative presso la bottega del fratello maggiore Giovanni Angelo, la cui attività di pittore svolta a Pavia è documentata da alcune carte d'archivio. 

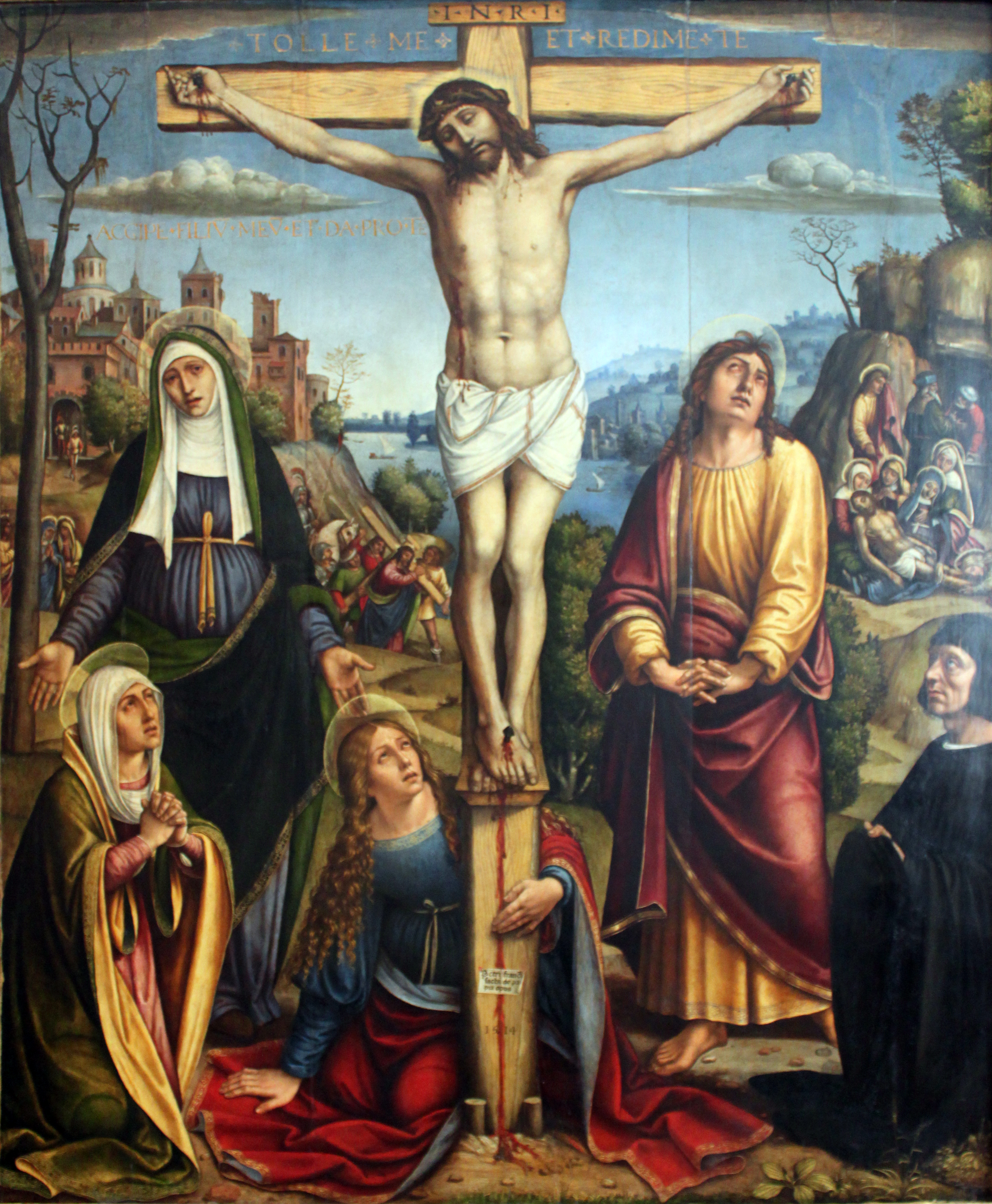
Calvario (Berlino, Gemäldegalerie), 1514

Sua prima opera nota è il Calvario (Berlino, Gemäldegalerie), firmato «PETRI FRANCI(SCI) SACHI DE PAPIA OPUS» e datato 1514, proveniente dalla chiesa genovese di Santa Marta, ispirata al pacato classicismo del Luini e del Solari. Nel 1515 Sacchi ricevette l'incarico dal cavaliere gerosolimitano Brasco Salvago di dipingere una pala con i Quattro Dottori della Chiesa per San Giovanni di Prè, terminata nel 1516 e di cui la parte centrale è conservata al Louvre.  La struttura della composizione mostra un'evidente derivazione dalla Madonna e Santi del Bergognone un tempo a Pavia e oggi alla Pinacoteca ambrosiana. Se la minuziosa descrizione dei dettagli, dai tratti fisiognomici, agli abiti e agli oggetti sul tavolo, è un evidente riferimento ai modelli fiamminghi, l'atteggiamento dimesso delle figure che appaiono intenti a semplici attività quotidiane di uno scriptorium conventuale, rimanda a modelli lombardi.
Nel luglio del 1523 Sacchi stipula un contratto con Pasquale de Fornati per la realizzazione della pala con i Santi Antonio, Paolo e Ilarione per le monache della chiesa genovese di San Sebastiano; l'opera è ora conservata nel Museo di Sant'Agostino. Nel 1524 dipinge la pala con la Madonna Odigitria e i santi Giovanni Battista, Antonino e Nicola da Tolentino per la cappella Botto in Santa Maria di Castello. Nel 1527 dipinge una grande ancona con la Deposizione per la chiesa di Monte Oliveto a Multedo (Genova Pegli), considerata il capolavoro della maturità dell'artista, di particolare complessità e sofisticatezza. Il pittore, colpito dalla peste, muore in Albaro, sobborgo di Genova ove si era ritirato per sfuggire al flagello nell'estate del 1528, poco prima del fratello minore Battista che egli stesso aveva educato all'arte con un tirocinio di sette anni dal 1510 al 1517, del quale si era valso come aiuto.

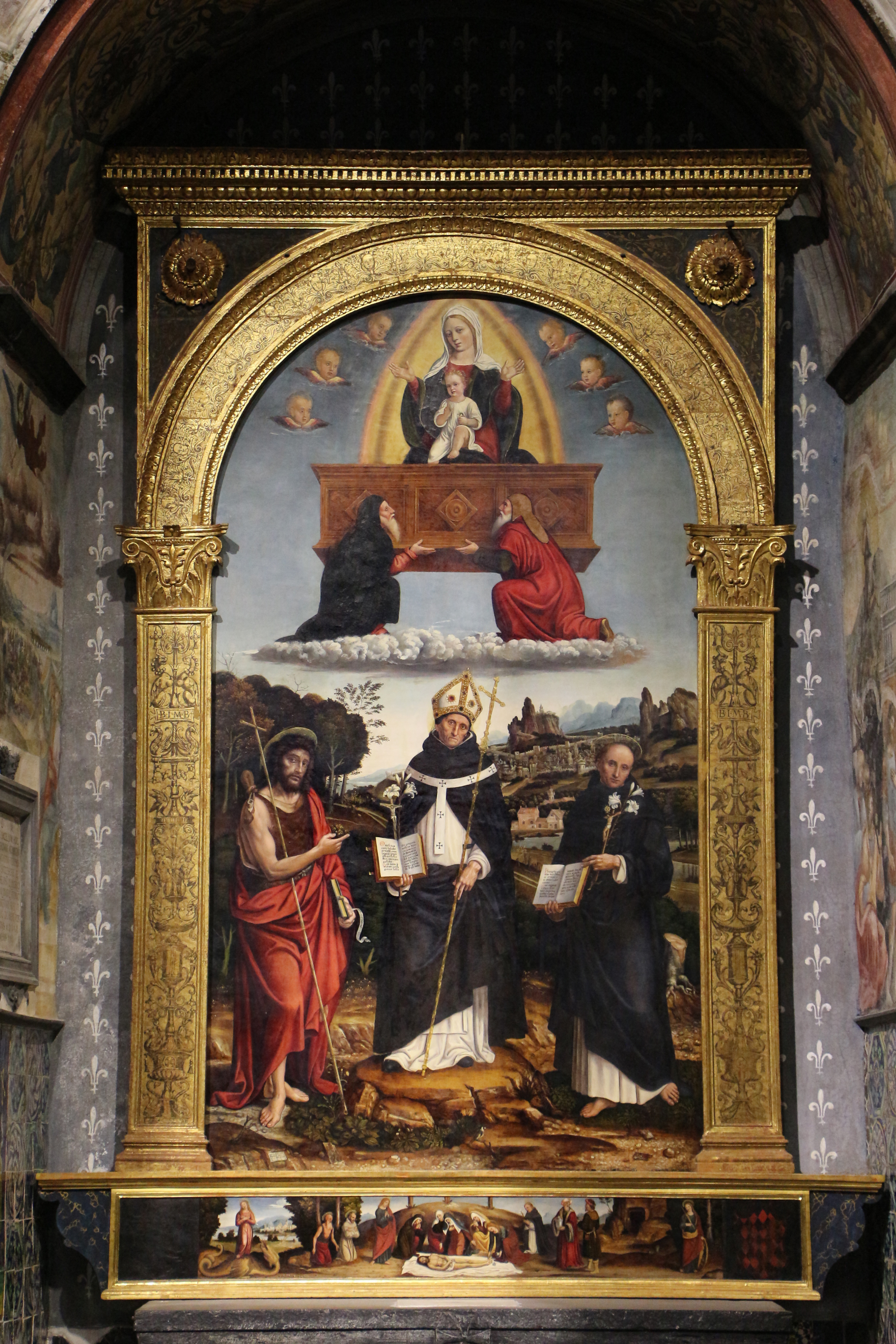
Madonna Odigitria e i Santi Giovanni Battista, Antonino e Tommaso d'Aquino, Chiesa di Santa Maria di Castello (Genova)

All'interno del vasto panorama figurativo ligure del primo quarto del XVI secolo la personalità artistica di Pietro Francesco Sacchi ha da sempre ottenuto una considerevole attenzione critica.  Erede della tradizione lombarda, e soprattutto di Vincenzo Foppa, nell'ambiente artistico ligure, il naturalismo di Pietro Francesco, attento e meticoloso, può spiegarsi con la conoscenza delle opere di Ludovico Brea e dei pittori fiamminghi (Van der Weyden, Van Cleve), che abbondavano a Genova in quel tempo. Fra gli artisti operanti a Genova nei primi decenni del Cinquecento Sacchi è uno dei più interessanti per la sua spiccata individualità.

## Opere
- Calvario, (Berlino, Gemäldegalerie), 1514
- Quattro Dottori della Chiesa, (Parigi, Musée du Louvre), corredata da una cimasa con Compianto di Cristo e da una predella con Storie dei quattro Dottori della Chiesa (ubicazione sconosciuta)[4] 1516
- Sacra famiglia con San Giovannino, (Museo di Belle Arti di Strasburgo), 1518
- Sacra famiglia con San Giovannino, Strasburgo (collezione privata), 1518
- Sacra famiglia, (già Dresda, Gemäldegalerie)
- Adorazione dei pastori, (Greenville, Bob Jones University)
- San Giorgio e il drago e Santi, (chiesa della Santissima Annunziata di Levanto)
- Sant'Antonio Abate tra San Giovanni Battista e San Benedetto, (Pieve Ligure, oratorio di Sant'Antonio Abate)
- Santi Antonio, Paolo e Ilarione, (Genova, Museo di Sant'Agostino)[5], dalla distrutta chiesa genovese di San Sebastiano
- Vergine e il Bambino tra i Santi Lazzaro vescovo e Lazzaro lebbroso, (Genova, Museo diocesano)
- Santi Gerolamo, Benedetto e Martino, (Berlino, Gemäldegalerie)
- San Paolo, (Londra, National Gallery)[6]
- Madonna con il Bambino e i Santi Francesco, Benedetto e committenti, Chiesa di Santa Maria di Gesù ad Alcamo (attribuita)
- Apparizione della Madonna Odigitria e i Santi Giovanni Battista, Antonino e Tommaso d’Aquino, chiesa di Santa Maria di Castello di Genova
- Deposizione dalla Croce, chiesa di Monte Uliveto, (Genova Pegli)
- San Siro in cattedra tra i Santi Andrea e Bartolomeo, (Genova, Chiesa di San Siro di Nervi)